# Afraid (sång)
"Afraid" är en sång från 1996 av det amerikanska hårdrock / glam metalbandet Mötley Crüe. Den skrevs av basisten Nikki Sixx. Texten inspirerades av hans relation med Donna D'Errico, som han kände tog avstånd från honom av rädsla för att komma för nära.
Musikvideon spelades in i maj 1997 och visades första gången den 9 maj samma år. Den regisserades av Nancy Baldwill. Hustler Magazine-chefen Larry Flynt medverkar i den.